# La Ville-Dieu-du-Temple
La Ville-Dieu-du-Temple település Franciaországban, Tarn-et-Garonne megyében. Lakosainak száma 3305 fő (2022. január 1.). La Ville-Dieu-du-Temple Albefeuille-Lagarde, Barry-d’Islemade, Castelsarrasin, Escatalens, Labastide-du-Temple, Meauzac, Montbeton és Saint-Porquier községekkel határos.

## Népesség
A település népessége az elmúlt években az alábbi módon változott:
| Lakosok száma | 3128 | 3187 | 3233 | 3191 | 3173 | 3148 | 3140 | 3251 | 3305 |
|               | 2013 | 2015 | 2016 | 2017 | 2018 | 2019 | 2020 | 2021 | 2022 |